# 마이크 메냥
마이크 페테르송 메냥(프랑스어: Mike Peterson Maignan, 1995년 7월 3일 ~ )은 프랑스의 축구 선수로 현재 이탈리아 세리에 A의 AC 밀란에서 골키퍼로 뛰고 있다.

## 유년기
마이크 메냥은 프랑스령 기아나의 카옌에서 과들루프 출신 아버지와 아이티 출신 어머니 사이에서 태어났다.

## 클럽 경력
2012년부터 2015년까지 프랑스 4부 리그 소속팀이자 파리 생제르맹 산하 2군팀인 파리 생제르맹 아카데미에서 리그 42경기를 소화했고 유소년팀 시절에는 2013-14년 UEFA 유스 리그 8강 진출에 일조했다.
그리고 2015-16 시즌 개막을 앞두고 릴 OSC로 이적 후 2군에서 리그 10경기를 뛰다가 2015년 8월 한화 약 14억원에 릴 1군팀과 계약을 체결한 뒤 2020-21 시즌까지 180경기의 공식전을 소화하며 2015-16년 프랑스 리그컵 준우승, 리그 1 2018-19 준우승, 리그 1 2020-21 우승 등에 이바지했다.
릴의 10년만의 리그 우승에 기여한 뒤 2021-22 시즌 개막을 앞둔 2021년 5월 27일 이탈리아 세리에 A의 명문팀인 AC 밀란으로 트레이드되었다.

### AC 밀란

#### 22-23 시즌
2023년 4월 12일, 메냥은 스타디오 주세페 메아차에서 밀란이 나폴리를 1대 0으로 이긴 22-23 UEFA 챔피언스리그 8강 1차전에서 선발로 출전했다. 메냥은 4분에 앙드레프랑크 잠보 앙기사의 공격을 방어했고 12분에 피오트르 지엘린스키의 왼발 슈팅을 선방했다. 메냥은 50분에 엘리프 엘마스의 헤더를 선방했고 87분 조바니 디 로렌초의 골문 오른쪽 위를 향한 슈팅을 선방했다.
이 경기에서 5개의 선방과 무실점을 기록한 메냥은 가제타 델로 스포르트로부터 이스마엘 베나세르와 브라힘 디아스와 동일한 평점 7점을 받았고, AC 밀란의 팬들이 선정한 플레이어 오브 더 매치에 당선되었다.
2023년 4월 15일, 메냥은 스타디오 레나토 달라라에서 밀란이 볼로냐에게 1대 1로 비긴 22-23 세리에 A 30라운드에서 선발로 출전했고 90분 풀타임을 소화했다.
2023년 4월 19일, 메냥은 스타디오 디에고 아르만도 마라도나에서 밀란이 나폴리와 1대 1로 비긴 22-23 UEFA 챔피언스리그 8강 2차전에서 선발로 출전했다. 9분 메냥은 흐비차 크바라츠헬리아의 슈팅을 막았고 26분 지엘린스키의 슈팅을 막았다. 45+6분 메냥은 심판으로부터 옐로카드를 받았고 80분 피카요 토모리가 페널티박스 안에서 핸드볼 파울을 저질러 흐비차 크바라츠헬리아가 키커로 나선 페널티킥을 오른쪽 아래로 몸을 던지며 선방했다. 90+1분 메냥은 크바라츠헬리아의 크로스를 손바닥으로 쳐내며 경기 막판까지 무실점 기록을 지켰지만 90+3분 빅터 오시멘의 헤더골을 허용하며 챔피언스리그 6경기 연속으로 무실점 기록을 유지하는 데에는 실패했다.
메냥은 가제타 델로 스포르트로부터 하파엘 레앙과 함께 "슈퍼히어로"라는 칭호를 받았고 평점 7점을 받았으며 밀란의 팬들이 선정한 플레이어 오브 더 매치에 당선되었다.

## 국가대표 경력
2010년부터 2016년까지 프랑스 연령대별 청소년 대표팀에서 37경기를 소화했고 2019년 5월 프랑스 A대표팀에 첫 발탁된 후 이듬해인 2020년 10월 7일 우크라이나와의 친선 경기에서 국제 A매치 데뷔전을 가졌다.
그 후 2021년 5월 코로나19 범유행으로 1년 연기된 UEFA 유로 2020 본선 26인 엔트리에 합류했으나 단 1경기도 뛰지 못한 것은 물론 팀도 스위스와의 16강전 승부차기에서 킬리안 음바페의 결정적인 실축으로 스위스의 67년만의 메이저 대회 8강 진출이자 유로 대회 사상 첫 8강 진출이라는 새 역사의 제물이 되고 말았다.

### UEFA 유로 2024 예선
2023년 3월 16일, 메냥은 2023년 3월 24일, 27일에 네덜란드와 아일랜드와의 UEFA 유로 2024 예선에 참가하는 프랑스 축구 국가대표팀 선수들 명단에 발탁되었다. 3월 24일, 메냥은 프랑스와 네덜란드의 UEFA 유로 2024 예선 B조 1차전에서 선발로 출전했고 94분 다요 우파메카노가 바우트 베호르스트를 막는 과정에서 파울을 저질러 네덜란드가 획득한 페널티킥을 선방하며 유로 2024 예선전에서 첫 번째 클린시트를 획득했다.
3월 27일, 메냥은 프랑스와 아일랜드와의 UEFA 유로 2024 예선 B조 2차전에서 선발 출전해 89분 앨런 브라운의 헤더, 90분 네이선 콜린스의 헤더를 선방하며 프랑스의 유로 2024 예선전에서 두 번째 클린시트를 획득했다.

## 출전 통계
match played 14 January 2025  기준
| Club                  | Season       | Apps | Goals |
| --------------------- | ------------ | ---- | ----- |
| Paris Saint-Germain B | 2012–13      | 2    | 0     |
| Paris Saint-Germain B | 2013–14      | 19   | 0     |
| Paris Saint-Germain B | 2014–15      | 21   | 0     |
| Paris Saint-Germain B | Total        | 42   | 0     |
| Lille II              | 2015–16      | 8    | 0     |
| Lille II              | 2016–17      | 2    | 0     |
| Lille II              | Total        | 10   | 0     |
| Lille                 | 2015–16      | 5    | 0     |
| Lille                 | 2016–17      | 12   | 0     |
| Lille                 | 2017–18      | 36   | 0     |
| Lille                 | 2018–19      | 42   | 0     |
| Lille                 | 2019–20      | 37   | 0     |
| Lille                 | 2020–21      | 48   | 0     |
| Lille                 | Total        | 180  | 0     |
| AC Milan              | 2021–22      | 39   | 0     |
| AC Milan              | 2022–23      | 29   | 0     |
| AC Milan              | 2023–24      | 42   | 0     |
| AC Milan              | 2024–25      | 27   | 0     |
| AC Milan              | Total        | 137  | 0     |
| Career total          | Career total | 369  | 0     |

## 수상 내역
릴 OSC
- 리그 1 : 2020-21

#### 밀란
- 세리에 A : 2021-22
- 수페르코파 이탈리아나 : 2024

#### 프랑스
- UEFA 네이션스리그 : 2020-21

### 개인
- UNFP 리그 1 올해의 골키퍼 : 2018-19
- UNFP 리그 1 올해의 팀 : 2018-19
- 세리에 A 최우수 골키퍼 : 2021-22
- 세리에 A 올해의 팀 : 2021-22, 2022-23
- UEFA 유로 토너먼트의 팀 : 2024